# Кивикас, Альберт
Альберт Кивикас (эст. Albert Kivikas; 6 (18) января 1898, Сууре-Яани, Эстляндская губерния, Российская империя — 19 мая 1978, Лунд, Швеция) — эстонский писатель и журналист.

## Биография

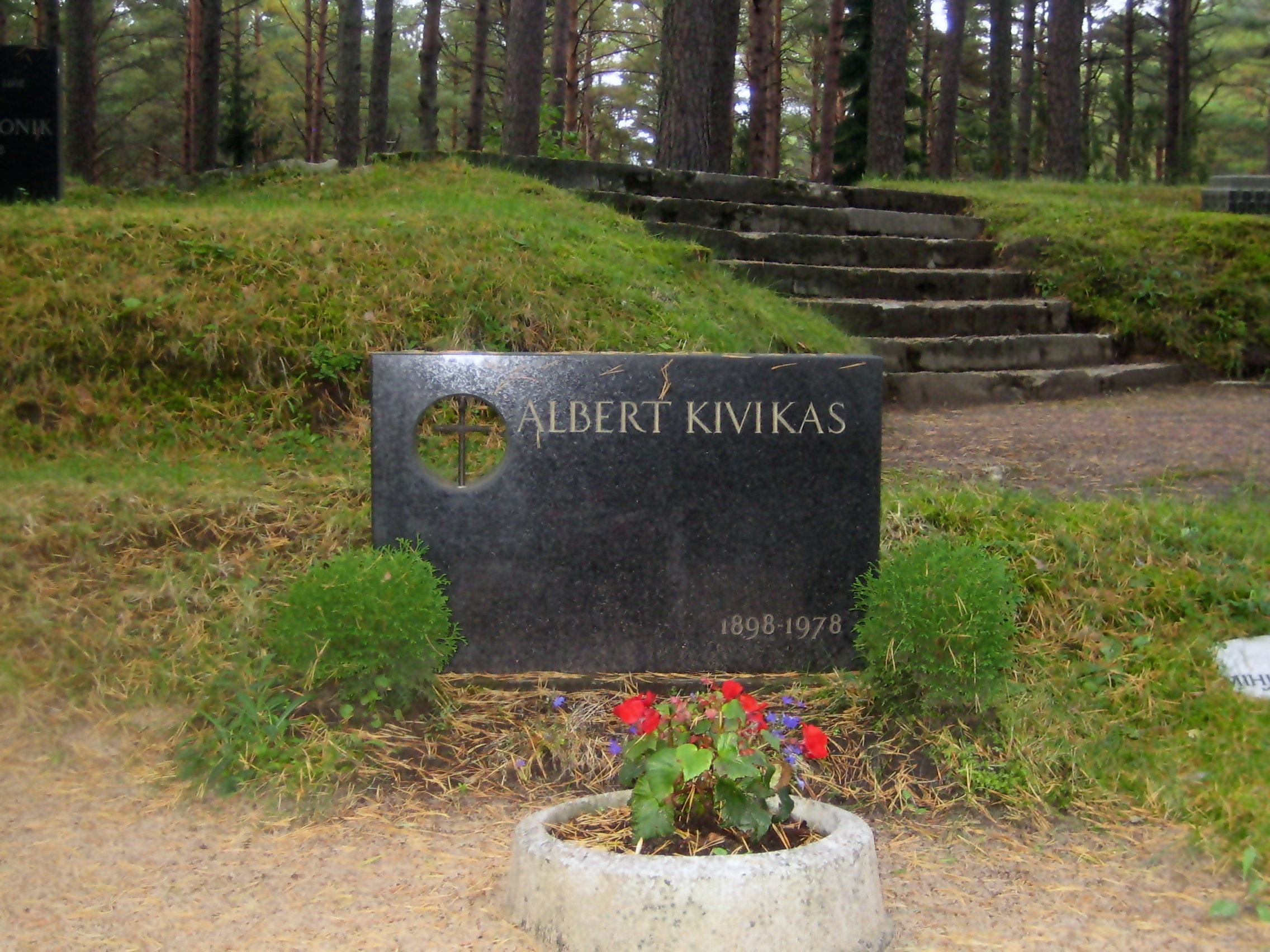
Могила на Таллинском лесном кладбище

Альберт Кивикас родился в уезде Вильяндимаа в семье ткача. В детстве часто переезжал вместе с семьёй. По этой причине с 1907 по 1913 год он посещал разные школы, пока не обосновался с матерью недалеко от Вильянди, где учился в торговой школе. В 1916 году он перешёл в государственное коммерческое училище в Тарту, чтобы избежать призыва на военную службу во время Первой мировой войны. Его учителем эстонского и французского языков был среди прочих Йоханнес Аавик.
После начала Эстонской освободительной войны город Тарту был захвачен Красной армией 22 ноября 1918 года. Кивикас бежал в Вильянди, где присоединился к местным эстонским войскам под командованием Каарела Ээнпалу в качестве добровольца. Он служил на фронте в Выртсъярве, в Рынгу, Валге и Сангасте, затем вернулся в Тарту.
Весной 1919 года Кивикас окончил коммерческое училище. С осени 1920 года он учился на философском факультете Тартуского университета, где среди его преподавателей были психолог Константин Рамуль и писатель и литературовед Густав Суйтс. В 1922 году Кивикас прервал учёбу и отправился в Берлин работать журналистом. В августе 1923 года он переехал обратно в Эстонию. Кивикас обосновался в Тарту, где стал свободным писателем и журналистом (в том числе работал в качестве судебного репортера). Он был особенно хорошо известен в 1920-х годах благодаря своим новеллам, повестям и романам, был одним из самых читаемых писателей Эстонии.
В 1927 году он переехал в Таллин. Сначала он был литературным критиком в газете «Vaba maa», затем с 1931 по 1934 год писал в газете «Eesti Päevaleht», потом с 1935 по 1938 год возглавлял отдел культуры в редакции газеты «Uus Eesti». Одновременно он работал в театре. С 1935 по 1938 он был драматургом в Эстонском драматическом театре и с 1938 по 1940 год — в национальной опере «Эстония».
Во время немецкой оккупации в Эстонии Кивикас с 1941 по 1944 год работал в газете «Eesti Sõna». Одновременно с 1941 по 1943 год он был председателем Союза писателей Эстонии. Перед приходом советских войск Альберт Кивикас с семьёй уехал в апреле 1944 года сначала в Хельсинки, а затем в Швецию. Там он работал сотрудником архива, а также был редактором эстонскоязычной газеты «Eesti Post».
В 1978 году Кивикас скончался в шведском Лунде. Его останки были перезахоронены на Лесном кладбище в Таллине 6 октября 1990 года.

## Творчество
Альберт Кивикас начал свою литературную деятельность во время учёбы в торговой школе как поэт-лирик. Широкой публике стал известен его сонет «Kevadine külm», который он опубликовал в 1916 году в газете «Sakala» под псевдонимом A. Pedajas. С 1917 года он начал публиковать также и прозу. В 1919 году вышел его сборник рассказов «Sookaelad» (под псевдонимом Mart Karus). Позже Кивикас всё больше тяготел к футуризму. Однако большую часть его творчества начиная с середины 1920-х годов можно отнести к неореализму. Помимо своей журналистской деятельности Кивикас также занимался переводами трудов русских и немецких авторов (Э. Т. А. Гофмана, Георга Эберса, Николая Гоголя и других).
Рассказ Кивикаса «Verimust» (Кроваво-красный, 1920) и роман «Ristimine tulega» (Крещение огнём, 1923) изображают Эстонскую освободительную войну. Эти произведения описывают жестокость войны и проникнуты духом пацифизма. Изданные в 1920-х годах романы «Füripäev», «Faanipäev» и «Mihklipäev» описывают жизнь эстонских крестьян. В 1928 году вышел его сборник рассказов «Punane ja valge» (Красный и белый), где затрагиваются темы эксплуатации крестьян и классовой борьбы.
Самое известное произведение Кивикаса — это опубликованный в 1936 году роман «Nimed marmortahvlil» (Имена на мраморной доске). В нём он описывает судьбу эстонских подростков, воевавших в Эстонской освободительной войне (1918—1920). Роман основан на личном опыте автора. Герой романа Хенн Ахас имеет сильные автобиографические черты. Книга пользовалась большим успехом в Эстонии и считается одним из известнейших литературных произведений об освободительной войне. Кивикас издал ещё три продолжения этого романа, которые, однако, были опубликованы только в шведском изгнании (в 1948, 1951 и 1954 годах).
В 2002 году по мотивам романа «Nimed marmortahvlil» был снят эстонско-финский исторический художественный фильм «Имена в граните» (режиссёр Элмо Нюганен), который имел большой успех.

## Личная жизнь
Альберт Кивикас был дважды женат. У него пятеро сыновей и дочь.

## Сочинения
- «Ohverdet konn» (рассказы, совм. с Эрни Хийром, 1919)
- «Lendavad sead» (рассказы 1919)
- «Sookaelad» (новеллы, 1919)
- «Mina» (рассказ, 1920)
- «Verimust» (новеллы и рассказы, 1920)
- «Maha lüüriline šokolaad!» (литературный манифест, 1920)
- «Jüripäev» (роман, 1921)
- «Nõuandja» (детский рассказ, 1921)
- «Lumimemm» (детский рассказ, 1921)
- «Verine väits» (новелла, 1922)
- «Ristimine tulega» (роман, 1923)
- «Jaanipäev» (роман, 1924)
- «Mihklipäev» (роман, 1924)
- «Murrang» (роман, 1925)
- «Miniatüürid» (рассказы, 1926)
- «Süütu» (новелла, 1927)
- «Punane ja valge» (новеллы, 1927)
- «Vekslivõltsija» (роман, 1931)
- «Nimed marmortahvlil» (роман, 1936)
- «Nimed marmortahvlil» (драма, совм. с Аугустом Аннистом, 1939)
- «Karuskose» (роман, 1943)
- «Nimed marmortahvlil II» (роман, 1948)
- «See on see maa» (поэма, 1950)
- «Nimed marmortahvlil III» (роман, 1951)
- «Nimed marmortahvlil IV» (роман, 1954)
- «Tulililled» (рассказы, 1957)
- «Kodukäija» (роман, 1963)